# Женщины в Палау

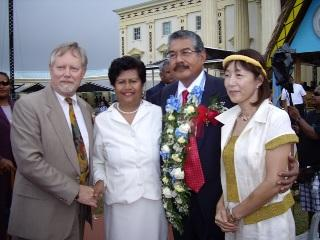
Женщины в политике: первая леди Палау Валерия Торибионг (в центре слева) — жена президента Палау Джонсона Торибионга (в центре справа). Эта фотография была сделана во время инаугурации президента Торибионга 15 января 2009 года.

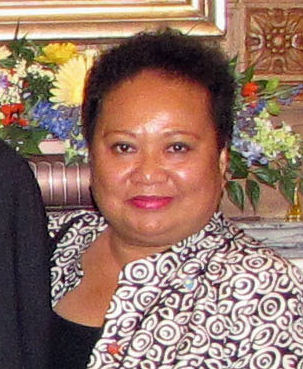
Ещё одна женщина в политике Палау: Сандра Пьерантоцци, бывший вице-президент Палау и с 2009 года министр иностранных дел.

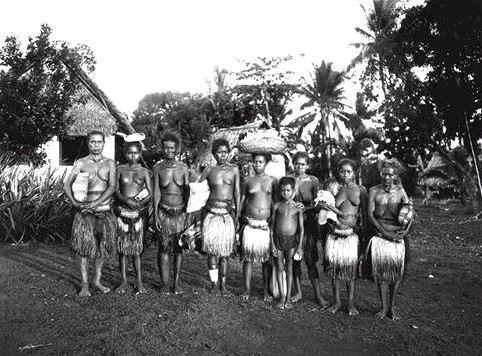
Портрет группы женщин в Палау и мальчика, 1915 год.

Женщины в Палау (женщины Палау, женщины Белау, женщины Пелев — архаичный английский, женщины с островов Лос-Палаос — название с испанским влиянием) — это женщины, которые живут на Палау или родом оттуда. Исторически сложилось сильное «гендерное разделение труда» между женщинами и мужчинами Палау.

## Исторический контекст
Женщинам принадлежали такие занятия, как земледелие и сбор моллюсков (мужчины отвечали за строительство домов и общественное строительство). Современные женщины вместе с мужчинами участвуют в наёмном труде. Женщины Палау представлены в политической жизни страны: Сандра Пьерантоцци стала вице-президентом, а сейчас занимает пост министра иностранных дел Палау. Среди верховных судей Палау также уже начали появляться женщины.
Традиционно старшая женщина-палау может стать частью руководства деревенского совета. У них есть полномочия принимать решения в отношении собственности и богатств, контролируемых по материнской линии (деньги получают женщины от имени кланов).

## Производство продуктов питания
Крахмальные продукты, известные как онграол, производятся женщинами, работающими на болотах таро в деревнях. Для беременных и кормящих женщин Палау принято готовить особые блюда.

## Символы социальной стратификации
В знак личных достижений женщины Палау могут носить ожерелья, сделанные из монет Палау.

## Танец
Традиционный танец женский танец в Палау «величавен и исполняется двумя линиями женщин».